# 17M busz (Békéscsaba)
A békéscsabai 17M jelzésű autóbusz a belvárosi Malom tér és a Lencsési autóbusz-forduló között közlekedik a 17-es busz kiegészítő járataként. A viszonylatot a Volánbusz üzemelteti. Ez az egyik járat, amely hétköznap összeköti a Lencsési lakótelepet a belvárossal.
A vonalon javarészt Mercedes-Benz Conecto O345G autóbuszok járnak.

## Jellemzői
A járat a Lencsési lakótelep lakóit segíti a Gyulai úti intézményekhez (pl. a Munkácsy Mihály Múzeumhoz) való eljutásban.

## Útvonala
| Lencsési autóbusz-forduló felé | Malom tér felé |
| --- | --- |
| - Malom tér - Gyulai út - Bajza utca - Bánszky utca - Szabadság tér - Dózsa György út - Corvin utca - Lencsési út - Lencsési autóbusz-forduló | - Lencsési autóbusz-forduló - Lencsési út - Corvin utca - Dózsa György út - Szabadság tér - Bánszky utca - Bajza utca - Gyulai út - Dedinszky Gyula utca - Kórház utca - Malom tér |

## Megállóhelyei
A Malom tér felé a buszok érintik a Lencsési, TESCO megállót is, míg a Lencsési autóbusz-forduló felé kihagyják. A Lencsési autóbusz-forduló felé a Kórház (Gyulai út), a Malom tér felé a Dedinszky utca (Dedinszky Gyula utca) megállóban állnak meg a buszok.
| 0  | Malom tér végállomás                 | 17 | 3M | Csabagyöngye Kulturális Központ, Dr. Réthy Pál-Kórház-Rendelőintézet, Élővíz-csatorna, István Malom, Munkácsy Mihály Múzeum, Széchenyi liget, Turisztikai főpályaudvar |
| 1  | Kórház                               | ∫  | 3M Veres Péter utca felé, 8, 8A, 8V, 20 regionális autóbuszjáratok: Battonya, Doboz, Elek, Gyula, Mezőkovácsháza, Orosháza, Sarkad, Újkígyós                                                                                         | Dr. Réthy Pál Kórház-Rendelőintézet, Munkácsy Mihály Emlékház |
| ∫  | Dedinszky utca                       | 16 | 3M Malom tér felé, 3V, 8V | Dr. Réthy Pál Kórház-Rendelőintézet, Jankay Tibor Két Tanítási Nyelvű Általános Iskola (Kis Jankay), Szlovák Gimnázium, Általános Iskola, Óvoda és Kollégium |
| 3  | Sportcsarnok                         | 15 | 3M, 3V, 8, 8A regionális autóbuszjáratok: Elek, Gyula, Mezőkovácsháza, Orosháza, Újkígyós | Aldi, Békéscsabai Karácsonyi Lajos Vívó Egyesület, Békéscsabai Városi Sportcsarnok |
| 5  | iskolacentrum                        | 13 | 3M, 3V, 7F "A" útvonalon, 8, 8A helyközi-országos autóbuszjáratok: Kecskemét, Szentes regionális autóbuszjáratok: Békésszentandrás, Dombegyház, Elek, Geszt, Gyomaendrőd, Gyula, Mezőkovácsháza, Orosháza, Szarvas, Újkígyós, Vésztő | Aldi, Szent-Györgyi Albert Kollégium, Szent István Egyetem |
| 7  | Szabadság tér                        | 10 | 1, 3, 3M, 3V, 4, 7F "B" útvonalon, 17, 17V | Békéscsabai Bartók Béla Művészeti Szakközépiskola, és Alapfokú Művészetoktatási Intézmény, Zeneiskola, Békéscsabai Járási Hivatal, Békéscsabai Városi Önkormányzat, Fegyveres Erők Klubja, Fiume Hotel, Invitel Telepont, Jókai Színház, K&H Bank, Magyar Államkincstár Dél-Alföldi Regionális Igazgatóság, MKB Bank, OTP Bank, Sas Patika, Városháza |
| 9  | Kölcsey utca                         | 9  | közvetlenül: 17, 17V közvetve: 7 mindkét esetben: 7F | Napraforgó Gyógypedagógiai Központ, Korai fejlesztő és Fejlesztő felkészítő, Fejlesztő Iskola és Nappali Intézmény, Önálló Életvitel Központ és Integrált Támogató Szolgálatok Árpád Gyógy- és Strandfürdő |
| 11 | Ábrahámffy utca                      | 8  | 7 Lencsési autóbusz-forduló felé, 7F "B" útvonalon, 17, 17V | Lidl, Oázis Üzletház, Tesco Hipermarket |
| ∫  | Lencsési, TESCO                      | 7  | 7 Autóbusz-állomás felé, 7F, 17 Szabadság tér felé, 17V Autóbusz-állomás felé | Tesco Hipermarket |
| 13 | Körgát                               | 6  | 7, 7F, 17, 17V | Kastélyi evangélikus temető |
| 14 | Lencsési ABC                         | 5  | 7, 7F, 17, 17V | Lencsési ABC, Lencsési gyógyszertár, Lencsési úti orvosi rendelők, One Euro Market, Pietro ABC |
| 15 | Lencsési lakótelep                   | 3  | 7, 7F, 17, 17V | Kondorosi Takarékszövetkezet |
| 16 | Ifjúsági tábor                       | 1  | 7, 7F, 17, 17V | Reál |
| 17 | Lencsési autóbusz-forduló végállomás | 0  | 7, 7F "B" útvonalon, 17, 17V | Élővíz-csatorna, Fenyves Hotel, Ifjúsági tábor, Parkerdő |

### Fényes érintésével
Iskolai előadási napokon 10:18-tól a járat érinti Fényes városrészt is.
A plusz megállók: Feketefenyő utca, Borjúréti kertek, Fényes, vasút, Fényes, autóbusz-forduló, Fényes, Vegyesbolt, Perei tanya, Fényesi utca, Veszely csárda